# Ioana Barbu
Ioana Barbu (née le 20 décembre 1982 à Timișoara) est une actrice roumaine de théâtre et de cinéma.

## Filmographie
- 2010 : Daca bobul nu moare de Sinisa Dragin
- 2006 : Legături bolnăvicioase de Tudor Giurgiu
- 2005 : Quick Fresh de George Dogaru
- 2004 : Heather de Chris Sewell
- 2004 : The Black Sea de Andrew Reuland
- 2004 : Călătorul de Florin Filipescu
- 2004 : Gunpowder, Treason and Plot de Gillies MacKinnon